# 楊超曾
楊超曾（1693年—1742年），字孟班，又字駿驤。湖南省武陵縣 (今屬常德市）人，清朝政治人物。

## 生平
康熙五十四年（1715年）進士，改庶吉士，散館授編修。雍正四年（1726年），入直南書房。當時湖南、湖北開始分闈開科，楊超曾受命充任湖北鄉試考官。不久，出督陝西學政，調順天學政。遷侍讀學士。雍正九年，擢奉天府尹，遷倉場侍郎。雍正十二年，擢升刑部額外侍郎，仍然督理倉場。不久，授刑部侍郎。
乾隆元年（1736年），署任廣西巡撫，次年正式授職。乾隆三年，任兵部尚書。乾隆五年（1741年）夏，署兩江總督。同年秋，授吏部尚書，仍然兼署總督。乾隆七年（1742年）因父喪丁憂歸返。同年病卒，朝廷賜祭葬，諡文敏。

## 延伸阅读
[在维基数据编辑]
 《清史稿/卷308》，出自趙爾巽《清史稿》

## 外部連結
| 官衔          | 官衔                                                                            | 官衔          |
| ------------- | ------------------------------------------------------------------------------- | ------------- |
| 前任： 甘汝來 | 兵部漢尚書 乾隆三年十月甲辰－乾隆五年九月癸酉 （1738年12月6日－1740年10月25日） | 繼任： 史貽直 |
| 前任： 郝玉麟 | 吏部漢尚書 乾隆五年九月癸酉－乾隆七年正月壬戌 （1740年10月25日－1742年2月6日）  | 繼任： 史貽直 |